# Sinarella stigmatophora
Sinarella stigmatophora là một loài bướm đêm trong họ Noctuidae.